# Synteza pola falowego
Synteza pola falowego (ang. Wave Field Synthesis, WFS) – technika przestrzennego renderowania dźwięku, umożliwiająca tworzenie wirtualnych środowisk akustycznych poprzez generowanie sztucznych frontów falowych. Polega na wytwarzaniu fal akustycznych przez dużą liczbę indywidualnie sterowanych głośników w taki sposób, aby uzyskać efekt dźwięku pochodzącego z wirtualnego źródła, znajdującego się w określonym punkcie przestrzeni.
W odróżnieniu od tradycyjnych metod renderowania przestrzennego, takich jak stereo czy dźwięk wielokanałowy, WFS umożliwia niezależne od pozycji słuchacza odwzorowanie lokalizacji źródła dźwięku. Technika ta zapewnia spójność percepcji przestrzennej bez względu na zmianę miejsca odsłuchu.
Metoda została opracowana w 1988 roku przez holenderskiego naukowca, prof. A. J. Berkhouta, na Uniwersytecie Technicznym w Delfcie w Holandii. Pierwszy demonstracyjny system oparty na WFS wykorzystywał 160 głośników. Znaczący rozwój technologii nastąpił w ramach projektu badawczego CARROUSO (2001–2003), realizowanego w ramach szóstego programu ramowego Unii Europejskiej, którego celem było rozwinięcie i ustandaryzowanie badań nad tą techniką.
Teoretyczną podstawę WFS stanowi zasada Huygensa, według której każdy punkt ośrodka, do którego dociera fala płaska, staje się źródłem wtórnej fali sferycznej. Fale te interferują, tworząc nowe czoło fali. Zjawisko to opisywane jest matematycznie przez całkę dyfrakcyjną Kirchhoffa-Helmholtza, wykorzystywaną do analizy dyfrakcji fal.
Technologia WFS znajduje zastosowanie m.in. w systemach audio 3D, kinie domowym, instalacjach artystycznych oraz w dziedzinach naukowych, takich jak akustyka architektoniczna i badania przestrzennego rozchodzenia się fal.

## Techniki dźwięku przestrzennego
Wyróżnia się trzy podstawowe techniki dźwięku przestrzennego:
- Stereofonia – technika oparta na systemach dwukanałowych, w której efekt przestrzenny uzyskiwany jest poprzez rozmieszczenie dźwięku w dwóch kanałach (lewym i prawym) oraz zastosowanie odpowiedniego ustawienia głośników wokół słuchacza. Wariantem stereofonii są systemy typu surround.
- System binauralny – metoda rejestracji i odtwarzania dźwięku przy użyciu mikrofonów umieszczonych w modelu ludzkiej głowy lub w okolicach uszu. Technika ta naśladuje sposób, w jaki fale dźwiękowe docierają do słuchacza w warunkach naturalnych. Wymaga stosowania słuchawek, aby uzyskać realistyczne wrażenie przestrzenności.
- Holofonia – zaawansowana technika odwzorowania pola akustycznego, umożliwiająca pełną przestrzenną lokalizację źródeł dźwięku wokół słuchacza. Holofonia opiera się na precyzyjnej rejestracji i odtwarzaniu fal akustycznych, dzięki czemu umożliwia tworzenie iluzji dźwięku dochodzącego z dowolnego punktu w przestrzeni trójwymiarowej.

## Podstawy fizyczne
- współczynnik opóźnienia: {\displaystyle {\frac {r_{0}}{c}}}
- współczynnik amplitudy: {\displaystyle {\frac {{\sqrt {\frac {1}{2\pi }}}\cdot {\sqrt {\frac {\Delta r}{\Delta r+r}}}\cdot \cos(\phi )}{r}}}
- współczynnik filtracji: {\displaystyle {\sqrt {jk}}}

## Implementacja
Synteza pola falowego (WFS) umożliwia realizację następujących funkcjonalności:
- odwzorowanie (synteza) wirtualnych źródeł dźwięku w dowolnym miejscu przestrzeni odsłuchowej,
- odwzorowanie źródeł dźwięku w ruchu,
- symulacja właściwości akustycznych pomieszczenia, w tym efektów odbić.

W przeciwieństwie do tradycyjnych systemów audio, WFS nie tworzy ograniczonego obszaru optymalnego odsłuchu (tzw. sweet spot), lecz zapewnia równomierne pole akustyczne w całej przestrzeni odsłuchowej.